# Club Atlético Independiente (Mar del Plata)
El Club Atlético Independiente es una institución deportiva de la ciudad de Mar del Plata, en provincia de Buenos Aires, Argentina. Actualmente milita en la Liga Marplatense de fútbol, correspondiente a la 6ª división de la Asociación del Fútbol Argentino. El club fue fundado el 7 de junio de 1921.
Desde 2014, el equipo forma parte de la Asociación Marplatense de Básquetbol, en la categoría de Primera División. En esta misma disciplina, el club independiente también ha disputado torneos internacionales como la Copa de Clubes.

## Disciplinas
- Fútbol masculino y femenino
- Gimnasia

## Palmarés

### Torneos Regionales
Liga Marplatense de fútbol (5): 1923, 1931, 1932, 1961, 2010.

## Rivalidades
Su clásico rival es el Club Atlético Quilmes de Mar del Plata, y además mantiene rivalidad con el Club Atlético Alvarado y el Club Deportivo Norte, ambos también marplatenses.